# 江戸和竿
江戸和竿（えどわさお）とはかつて江戸で作られていた竹の釣り竿と、その流れを汲む職人（竿師）が作る竿である。
現在の江戸和竿の工房の多くはかつての江戸の外に移転している事が多いが、江戸和竿を作る職人の元で修行して技術を継承していれば江戸和竿に含まれる。
一方、東京で作られている竿でも江戸和竿の系譜に属さない職人が作ったものは江戸和竿に含まないのが一般的である。江戸和竿は1984年に東京都指定伝統工芸品とされ、1991年に通産省から国の伝統工芸品に指定された。

## 江戸和竿の歴史
江戸和竿がいつから作られ始めたのか明確な資料は見つかっていない。
1723年（享保8年）に書かれた日本初の釣りの解説書「何羨録」には既に継ぎ竿の選び方に関する記述があり、当時から数種類の竹を組み合わせた継ぎ竿が作られていたことが確認できる。
18世紀末に蕨屋利右衛門(竿利)が継ぎ竿の技術を発展させ、1788年（天明8年）に上野広徳寺前の東作（泰地屋東作）がその竿を真似た竿を作り評判になった。
その後、東作の弟子であった釣音が独立し、その釣音から竿忠、竿冶、竿辰など、今日も残る江戸和竿師の系譜が生まれ発展した。
江戸和竿の需要のピークは昭和初期から戦後間もなくのことで、戦後は進駐軍向けに土産物用の西洋風の竿を大量生産して財を成した竿師も少なくなかった。
しかし、グラス竿（ガラス繊維強化プラスチック製の竿）やカーボン竿（炭素繊維強化プラスチック製の竿）の登場によって急速に需要が減少し、多くの竿師が廃業や引退を余儀なくされ、現在は後継者不足によって長い年月をかけて蓄積されてきた技術の喪失が懸念されている。

## 江戸和竿の特徴
江戸和竿の最大の特徴はその多様性である。
例えば庄内竿は磯釣り、紀州竿はヘラブナ釣り、郡上竿は鮎釣りや渓流釣りの竿に限定されるが、江戸和竿は江戸周辺で釣れる多くの魚種・釣法に特化した多種多様な竿が作られている。
これは江戸という巨大な消費地に住む多様な釣り人のニーズに応えること、季節によって釣りの対象を変えるのが一般的であった江戸の釣り文化が大きく関与している。
また、真鮒竿やタナゴ竿で見られる短く切った竹を細かく継いでいく小継ぎ竿は江戸和竿の特徴の1つであるが、海釣りの竿などでは小継ぎにすることは稀である。
一般的に古い時代の竿は装飾されておらず、時代の新しいものほど華麗な装飾（飾り塗）が施される傾向にある。
神奈川県の横浜竿や埼玉県の川口竿などは江戸和竿から派生したもので、それらと明確な違いを見出すことは難しい。

## 主な江戸和竿師

### 現存する江戸和竿師
- 泰地屋東作
- 竿忠
- 東光
- 竿辰
- 寿作
- 俊行
- 竿中
- 竿かづ
- 銀座東作
- 江戸川
- 寿晴

### かつて存在した江戸和竿師
- 蕨屋利右衛門
- 斎藤銀八
- 海老千
- 竿冶